# Hip Hop Hood – Im Viertel ist die Hölle los
Hip Hop Hood – Im Viertel ist die Hölle los (engl. Don’t Be a Menace to South Central While Drinking Your Juice in the Hood) ist eine US-amerikanische Filmkomödie des Regisseurs Paris Barclay aus dem Jahre 1996, mit den Brüdern Shawn und Marlon Wayans in den Hauptrollen, die auch das Drehbuch verfassten. Der Film persifliert eine ganze Reihe afro-amerikanischer Kriminal-, Ghetto- und Coming-of-Age-Filme, auf die der englische Originaltitel auch anspielt.

## Handlung
Ashtray (Shawn Wayans) – was auf Englisch Aschenbecher heißt – lebt seit seiner Geburt bei seiner Mutter. Nun muss aber aus ihm ein „richtiger Mann“ gemacht werden, und das kann nur sein Vater. Fortan lebt er also im Hause seines Vaters, der jünger ist als er selbst. Im Verlauf der Geschichte lernt man viele Verwandte von Ashtray kennen; sein Cousin Loc Dog (Marlon Wayans) und seine verrückte Großmutter, die Freunde von Loc Dog und auch viele andere Bewohner des Viertels.
Schließlich lernt Ashtray die mehrfache Mutter Dashiki (Tracey Cherelle Jones) kennen. Trotz der vielen Warnungen Loc Dogs hat er mit ihr sein erstes Date, welches aber mit einem Streit endet. Als ein ehemaliger Freund von Dashiki erfährt, dass Ashtray mit Dashiki ein Date hatte, will er nur noch eines: Rache. Eines Tages lauert er Ashtray mit seiner Gang auf und will ihn gewaltsam aus dem Viertel verjagen. Zum Glück ist gleich Ashtrays Cousin zur Stelle, der mit den „Gangbrüdern“ kurzen Prozess macht. Die Gang flieht, schwört aber Rache.
Ashtray schließt wieder Frieden mit Dashiki, und schon bald wollen die beiden heiraten. Trotz vieler weiterer Strapazen endet der Film mit einem Happy End. Dashiki und Ashtray heiraten und verlassen das Viertel – das Ashtray langsam lieb gewonnen hat.

## Parodie
Der Film parodiert das Genre der in den 1990er Jahren entstandenen Filme afro-amerikanischer Regisseure, die Geschichten aus den von Schwarzen und anderen Minderheiten bevölkerten Vierteln US-amerikanischer Großstädte erzählten, mit der alltäglichen Gewalt und Kriminalität als zentralem Thema. Einzelne Szenen aus diesen Filmen werden erkennbar parodiert, so dass eine Aneinanderreihung von locker verknüpften Episoden entsteht. Genrespezifisch dreht es sich dabei um das „Gangster-Leben“ im Ghetto, Rassismus, Prostitution, korrupte Polizisten, den Besitz von Waffen, Sexismus.
Der Originaltitel ist eine Anspielung auf die Filme Menace II Society, Friday, South Central, Juice, Boyz n the Hood, Poetic Justice und Dead Presidents.

## Altersfreigaben
Während der Film in etlichen Ländern bereits ab 12 Jahren freigegeben ist, darf man sich den Film in einigen Ländern erst ab 14 und im Vereinigten Königreich erst ab 15 anschauen. In den USA ist der Film R-Rated, was das Äquivalent zu einer FSK-18-Freigabe ist.

## Kritiken
- Lexikon des internationalen Films: Dramaturgisch konzeptlos und nur in wenigen Momenten komisch, zerfällt der Film in eine belanglose Ansammlung minderwertiger Gags.[1]
- Keinerlei unterhaltsamen Plot fand die Filmkritikerin Antje Krum der Zeitschrift schnitt in dem Film. Hip Hop Hood sei eine Nummernrevue. aber ohne das notwendige Tempo, zwischendurch Lacher, aber immer wieder gähnende Leere.[2]